# Mugilogobius duospilus
Mugilogobius duospilus és una espècie de peix de la família dels gòbids i de l'ordre dels perciformes.

## Morfologia
Els mascles poden assolir els 3 cm de longitud total.

## Distribució geogràfica
Es troba des d'Indonèsia fins a Nova Caledònia.